# فیلم لیزی مک‌گوایر
فیلم لیزی مک‌گوایر (انگلیسی: The Lizzie McGuire Movie) یک فیلم در ژانر کمدی رمانتیک و موزیکال است که در سال ۲۰۰۳ منتشر شد.

## بازیگران
- هیلاری داف
- رابرت کارادین
- هلی تاد
- جیک توماس
- کلیتون اسنایدر
- الکس بورستین
- کارلی شرودر
- هایلی داف
- اوانجلین لیلی
- جولیو بروتی
- انا گراوئر
- آرون داگلاس